# DeepDotWeb

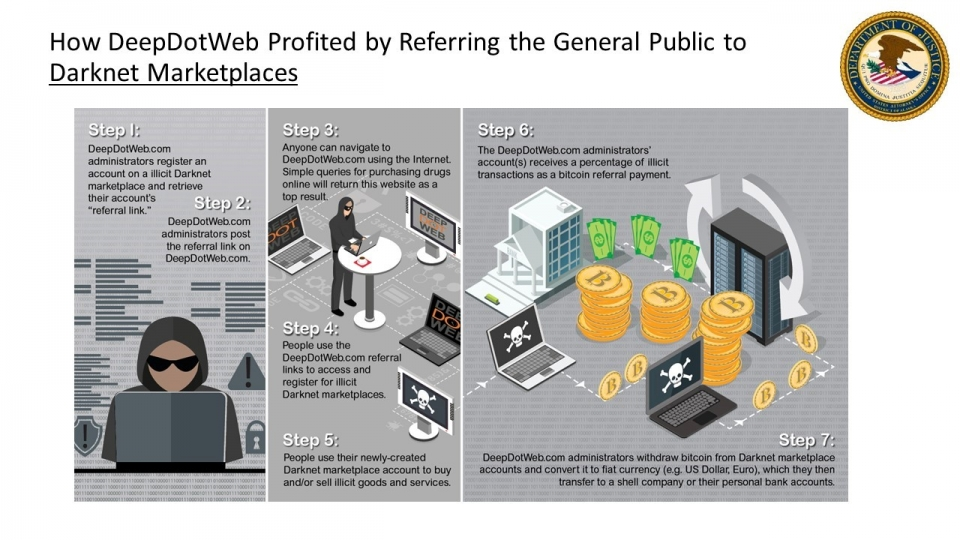
DeepDotWebがダークネット市場にユーザーを紹介する成功報酬型広告活動をどのように行っていたかを示すインフォグラフィック（米司法省が制作）

DeepDotWeb（ディープドットウェブ）はかつて存在したダークウェブ内やそれを取り巻く出来事専門のニュースサイト。ダークネット・マーケットに関する詳細なインタビューやレビュー 、Torのhidden services、法的措置 、プライバシー、 ビットコイン及び関連ニュースなどを扱っていた。
ダークネット・マーケットのドラッグ押収 、ペドフィリアのクラウドファンディング 、ダークネット・マーケットのハッキングの詳細 などの独占報道やソフトウェア・エクスプロイトを販売する「TheRealDeal」などのマーケットの多様化についても報じていた。
サイトはブラックリストに載ったマーケット 、比較及びレビューなども扱っていた。
2015年5月にマカフィーが自社サイトで取り上げたダークウェブ上のどこかでホストされている無料のサービスとしてのランサムウェア (Rass) である「TOX」 の開発者はDeepDotWebのインタビューを受けている。

## ドメイン差し押さえ

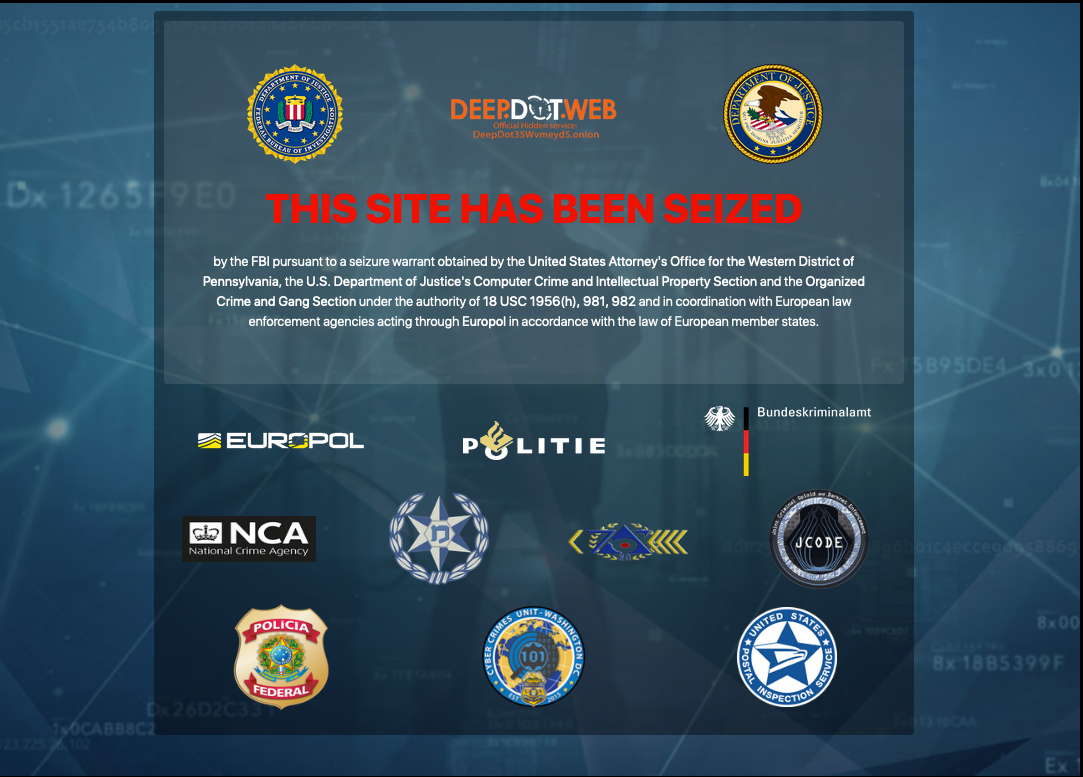
ページを開くとロック画面が表示される

2019年5月7日、deepdotweb.comとその姉妹サイト.onionドメインはドメイン差し押さえ通知画面にリダイレクトされるようになった。この通知はFBIが掲示しており、ユーロポール及び関連する英国家犯罪対策庁、ドイツ連邦刑事庁などの数多くの法執行機関のロゴが目立つように表示されている。deepdotwebの運営に関与した容疑で複数の人物がイスラエル、フランス、ドイツなどで逮捕されており、イスラエル警察はDeepDotWebの運営者達がディープウェブ上の闇市場サイトへのリンクと引き換えにビットコインを受け取っていたと主張した。

## 刑事責任
2019年5月、サイト管理人のTal PriharとMichael Phanはマネーロンダリングの共同謀議の罪でそれぞれ一件ずつ米国の裁判所に起訴された。米司法省によると、DeepDotWebは運営当時にダークネット市場でのフェンタニル、銃火器、ハッキングツール、その他の密売品の購入からのキックバックとして約840万ドル相当のビットコイン（後のビットコインの価格上昇により約1550万ドル相当に上昇）を受け取っていた。サイト管理人はキックバックの支払いをDeepDotWebのビットコインウオレットから他のビットコインウオレットやペーパーカンパニーが管理する銀行口座、個人口座に移した。米司法省によると、DeepDotWebの運営時にAlphaBayで完了した全注文のうち、合計23.6%でDeepDotWebが関係していた。
2021年3月、サイト管理人のTal Priharがマネーロンダリングの共同謀議の罪を認めた。